# Alain Sempé
Pour les articles homonymes, voir Sempé (homonymie).
Alain Sempé est un chef-opérateur du son français.

## Filmographie
- 1969 : Ma nuit chez Maud d'Éric Rohmer (assistant son)
- 1971 : Le Laboratoire de l'angoisse
- 1972 : La Michetonneuse
- 1974 : Dorothea (Dorotheas Rache)
- 1975 : Parlez-moi d'amour de Michel Drach
- 1976 : D'amour et d'eau fraîche de Jean-Pierre Blanc
- 1976 : Silence... on tourne ! de Roger Coggio
- 1977 : Alice ou la Dernière Fugue de Claude Chabrol
- 1977 : Le Maestro
- 1977 : Et vive la liberté ! de Serge Korber
- 1978 : La Carapate de Gérard Oury
- 1979 : Le Temps des vacances de Claude Vital
- 1979 : Flic ou Voyou de Georges Lautner
- 1979 : Courage fuyons d'Yves Robert
- 1980 : Le Guignolo de Georges Lautner
- 1980 : Le Coup du parapluie de Gérard Oury
- 1980 : Cherchez l'erreur... de Michel Lang
- 1980 : Une merveilleuse journée de Claude Vital
- 1981 : On n'est pas des anges... elles non plus de Michel Lang
- 1981 : Le Professionnel de Georges Lautner
- 1982 : Jamais avant le mariage de Daniel Ceccaldi
- 1982 : L'As des as de Gérard Oury
- 1983 : Le Marginal de Jacques Deray
- 1984 : Les Morfalous d'Henri Verneuil
- 1984 : La Vengeance du serpent à plumes de Gérard Oury
- 1985 : Sac de nœuds de Josiane Balasko
- 1985 : Bras de fer de Gérard Vergez
- 1986 : Sauve-toi, Lola de Michel Drach
- 1986 : Twist again à Moscou de Jean-Marie Poiré
- 1987 : Fucking Fernand de Gérard Mordillat
- 1987 : Lévy et Goliath de Gérard Oury
- 1988 : Poker de Caroline Cellier et Pierre Arditi
- 1989 : L'Union sacrée d'Alexandre Arcady
- 1989 : Les Bois noirs de Jacques Deray
- 1989 : Vanille fraise de Gérard Oury
- 1990 : La Gloire de mon père d'Yves Robert
- 1990 : Le Château de ma mère d'Yves Robert
- 1991 : Netchaïev est de retour de Jacques Deray
- 1992 : 588, rue Paradis d'Henri Verneuil
- 1993 : Mayrig  de Henri Verneuil (feuilleton télé)
- 1993 : La Soif de l'or de Gérard Oury
- 1994 : Au beau rivage (téléfilm)
- 1995 : Ce que savait Maisie (téléfilm)
- 1996 : Fantôme avec chauffeur de Gérard Oury
- 1997 : Soleil de Roger Hanin
- 1998 : Le Clone de Fabio Conversi
- 1999 : Nora (téléfilm)
- 2000 : Toute la ville en parle (téléfilm)
- 2001 : L'Algérie des chimères de François Luciani (feuilleton télé)
- 2002 : La Vie au grand air (téléfilm)
- 2002 : Madame Sans-Gêne de Philippe de Broca (téléfilm)
- 2002 : Une Ferrari pour deux de Charlotte Brandström (téléfilm)
- 2003 : L'Adieu de François Luciani (téléfilm)
- 2003 : Satan refuse du monde (téléfilm)
- 2005 : Dalida (feuilleton télé)
- 2006 : Le Doux Pays de mon enfance de Jacques Renard (téléfilm)
- 2007 : Père et Maire (série télé)